# 偶像大师 闪耀色彩 Song for Prism
《偶像大师 闪耀色彩 Song for Prism》是由万代南梦宫娱乐于2023年11月14日发布的音乐游戏，简称“ Shanison”。

## 概述
本作基于原本在enza平台上的《偶像大師 閃耀色彩》改编。在2023年4月29日的“偶像大師 閃耀色彩 新游戏制作发布会（アイドルマスター シャイニーカラーズ 新作ゲーム制作発表会）”上宣布该游戏的开发计划。
2023年4月29日至5月7日开放试玩申请，试玩测试在2023年5月19日下午3:00至2023年5月23日下午2:59举行，有8000名测试者，申请者能在原游戏《閃耀色彩》中获得相应的礼物。
2023年7月23日开始事前注册，并确定增加新偶像角色组合“CoMETIK（コメティック）”，成员有（川口莉奈）、铃木羽那（三川華月）、（小泽丽那）。
2023年10月24日，宣布会在DMM GAMES和Google Play Games上线PC版。同年11月14日，Android、iOS、DMM GAMES三版服务开始运营。
2024年9月26日，宣布对游戏模式进行重大修改，将专注于音乐节奏游戏方面。游戏于2025年2月17日12:00至2025年2月26日12:00期间暂停服务来清理和调整游戏数据，以配合更新。

## 游戏系统
和前作类似，玩家將扮演「283（翼）藝能經紀公司」（283（ツバサ）プロダクション）的製作人，通过对偶像角色组成演出组合，进行培育，最终通过试镜，进行Live演出（即进行音乐节奏游戏）。

### 角色培育、Live、剧情查看
游戏提供两类偶像角色——可培育偶像（プロデュースアイドル）和辅助角色（サポートキャラ），两种均可进行培育来提升角色属性，只有前者可以组建组合，后者可以用于在后续培育中通过解锁技能来支援玩家。
玩家需要利用可培育偶像组建组合，并编排一个为游戏时间内7周共3个周期的训练计划日程表，通过安排日程表的活动（训练课程、工作、Live等），来提升角色属性和获得“制作卡（プロデュースカード）”。每个周期结束后会进行试镜活动，可以通过合理使用之前获得的“制作卡”技能来改善游戏审查员的评价。如果三个周期的试镜都通过的话，该组合就可以成为“祭典组合”，进行“纪念Live”演出，期间还会穿插之前日程表的活动画面作为过场动画。
Live为节奏游戏功能，有5个难度等级，玩家通过对屏幕出现的音符进行触碰、横扫、长按、向上拨动屏幕等动作以获得分数，手工完成Live则可解锁对应歌曲的MV模式。每天有允许自动执行或跳过Live的额度。
如果演出组合符合预设的偶像角色组合（可能是3人或者5人组合）可以播放完整歌曲，可以在演出组合设置中调整偶像的服装和配饰。
游戏包含描绘偶像组合发展轨迹的“组合培育剧情”，以及关注偶像个人成长的“偶像角色剧情”和“辅助角色剧情”。偶像角色剧情查看需要手工完成Live积累偶像角色的好感度才能开启。

### 2025年2月后模式更新
为了回应玩家希望能更快地体现Live和MV功能，经过2025年2月更新后，游戏系统不再强调“先培育后Live”的模式，将“培育”和“Live”的关联分开为两个独立的部分，允许只拥有可培育偶像后就能直接进行Live，并通过特定道具（练习笔记（練習ノート））直接提升偶像属性而不用进行过往的培育流程。并且进一步优化Live的舞台表现质量。

## 登场角色
游戏延续了本系列原初版本的全部偶像角色及原有偶像组合外，还新增一个新偶像组合「CoMETIK」（コメティック）并新增两名角色：铃木羽那、郁田阳希，之后2023年冬季时该组合也回溯加入到原初版本中。
另外作为联动纪念，本家系列的角色天海春香（中村绘里子）、菊地真（平田宏美）、四条贵音（原由實）也作为2025年3月21日的限期活动抽选角色登场。

## 注脚
1. ↑  在原游戏中最初作为敌对角色，于2021年4月登场。[8][9]